# Moualine El Ghaba
Moualine El Ghaba (arabiska: موالين الغابة) var till 2008 en landskommun i Marocko. Den låg i provinsen Benslimane och den dåvarande regionen Chaouia-Ouardigha, 50 km sydväst om huvudstaden Rabat. Antalet invånare var 8 185 vid folkräkningen 2004.